# Acacia rupicola
Acacia rupicola é uma espécie de leguminosa do gênero Acacia, pertencente à família Fabaceae.